# Ajedrez de finales del siglo XVI y el siglo XVII
A finales del siglo XVI en Italia surgieron notables maestros como Giulio Cesare Polerio, Alessandro Salvio, Pietro Carrera, Doménico Greco y Gioachino Greco, quienes continuaron la labor teórica de Ruy López.
Polerio, discípulo de Leonardo de Cutri, en 1590 sobresale como jugador y recopila en unos manuscritos que no llegan a publicarse una serie de partidas que nos muestran la clase de juego practicado en su época.
En 1597 Horacio Gianutio publica en Turín una obra titulada «Libro nel quale si tratta della maniera di giuocar a Scacchi».
Así entramos en el siglo XVII, empezando con la obra de Alessandro Salvio (1604) donde recopila partidas y finales. En 1606 se produce la derrota de Polerio a cargo del siciliano Ierónimo Cascio.
El sacerdote siciliano, teórico y ajedrecista Pietro Carrera (1573-1647) publica en 1617 «Il giuoco de gli Scacchi», donde dedica uno de los ocho capítulos bajo el título «De los jugadores y de aquellos que han escrito del juego» en el que figura una lista de nombres de ajedrecistas famosos de su época y anteriores y comentarios sobre ellos.
El más fuerte jugador del siglo XVII es Gioachino Greco.
Los maestros italianos del siglo XVII elevaron gradualmente la estrategia de la celada hasta el concepto de «juego de ataque». Ello significaba: concentrar rápidamente muchas fuerzas sobre el rey, aún a expensas de material, obligando al rival a la situación de tener que elegir entre perder piezas valiosas o recibir jaque mate.
Dice Lasker: «Aún cuando un ataque no puede llevarse a cabo con éxito, sólo el lograr una posición desde donde en un momento oportuno pueda emprenderse el ataque, habrá resultado una gran ventaja si se mantiene la iniciativa. La amenaza constante pone al adversario en la necesidad de estar alerta y le obliga a atar ciertas fuerzas en la defensa, debilitándose. Además la tensión inherente causa un esfuerzo nervioso que a menudo lleva a cometer errores».
Cuando uno de los bandos conduce su juego en forma activa, casi cada una de sus jugadas incluye amenazas y el tema de la defensa es descubrir y rechazar tales amenazas. Pero no alcanza con ello: hay que saber elegir el mejor camino entre las diversas posibilidades defensivas.
Todo lo que ayude no sólo a defender sino además a mejorar el juego de conjunto debe ser considerado primero. Hay que desconfiar de las «jugadas naturales», o sea, que parecen obvias.
Entonces la técnica de la defensa era incipiente. Sólo intuitivamente podía considerarse que debe ser económica, tanto en material como en tiempo, porque permite organizar mejor una contraofensiva. Aunque sí sabían que no siempre la prevención inmediata contra las amenazas es lo exacto, tal vez porque ello parece ser un fino derivado de la celada.
La defensa activa o contraataque era utilizada en exceso. Hoy todo el mundo sabe que a veces no puede ensayarse sino después de cambiar alguna pieza rival y de mejorar la posición.
Todo esto encierra un elemento psicológico muy importante. En ocasiones, el atacante se descuida en su propia defensa y en su optimismo pasa por alto golpes de contraataque, como un sacrificio que plantea una amenaza muy fuerte o un simple jaque que encuentra desprevenido al rey.
El atacante puede desesperarse e insistir en un ataque que ya no tiene sentido —que quizás nunca tuvo sentido— y en vez de reconocer que debe pasar a la defensa se acarrea su rápida derrota. Típico método defensivo de aquellos tiempos era tratar de complicar la partida con un juego enredado y arriesgado que encierre alguna celada.
Después de la desaparición física del genial Greco ya no hubo progreso en el ajedrez italiano. 